# Dansk Samfund i Nederlandene
Stichting Dansk Samfund i Nederlandene blev stiftet i 2015 som fond for at videreføre det tidligere Foreningen Dansk Samfund i Holland.
Foreningen Dansk Samfund i Holland blev stiftet i 1929 af tandlæge, Dr. Gustav Lind for danskere og dansksindede i Nederlandene og blev et samlingspunkt for dansk kultur og dansksprogede aktiviteter i landet. I 2015 blev det på foreningens ordinære generalforsamling besluttet at oprette fonden: Stichting Dansk Samfund i Nederlandene for efterfølgende af nedlægge foreningen.
Det er fondens formål aktivt at støtte aktiviteter der fremmer dansk sprog, kunst og kultur i Nederlandene, samt sociale aktiviteter mellem danskere og dansk interesserede bosiddende i Nederlandene. Fonden ejer Bibliotheca Danica Bogsamlingen og er ansvarlig for at bevare og udbygge samlingen til brug på danske skoler og nederlandske biblioteker med danske bogsamlinger i Nederlandene. Det var en vigtig del af fondens formålsparagraf at vedligeholde og udbygge samlingen, så den repræsenterede et tidsvarende billede af dansk litteratur.

## Bibliotheca Danica
Foreningen Dansk Samfund i Holland etablerede bogsamlingen Bibliotheca Danica der til daglig har til huse på Biblioteket af Universiteit van Amsterdam. Bibliotheca Danica er en del af den skandinaviske samling. Den indeholder både skøn- og faglitteratur. Bibliotheca Danica er en af de to største samlinger af dansk literatur på dansk udenfor Danmarks grænser. Den udmærker sig blandt andet ved værker af H.C. Andersen og Ludvig Holberg. Sidstnævnte omfatter blandt andet en omfattende samling af danskudgivelser af Holbergs arbejde, kombineret med et stort antal af tidlige udgivelser af nederlandske oversættelser.

## Eksterne links
- Website
- Facebook gruppe
- Bibliotheca Danica Arkiveret 20. august 2016 hos  Wayback Machine
- Universitet van Amsterdam's

| Fonde | Spire Denne artikel om en fond, legat eller stiftelse er en spire som bør udbygges. Du er velkommen til at hjælpe Wikipedia ved at udvide den. |